# 藤井高尚
藤井 高尚（ふじい たかなお、明和元年（1764年） - 天保11年8月15日（1840年9月10日））は、江戸時代後期の国学者・歌人・神官。本居宣長の門人として文章で最も秀でた。

## 生涯
備中国(現・岡山県)吉備津神社の祠官（宮司・社家頭）の高久と妻小春の子として生まれる。長じて跡を継ぐ。幼名忠之丞(ただのじょう)、通称は小膳、号は松斎、まつのや（松舎、松の舎、松屋、松の屋）。正（又は従）五位下位長門守に任ぜられる。備中国加陽郡宮内字三日市（現・岡山市北区）に住する。藤井高雅の養祖父。
少年期は備中笠岡の祠官である小寺清先に国学を学び、京都の栂井道敏（一室）に和歌を学んだ。寛政5年（1793年）頃（30歳の頃）本居宣長に入門し、『源氏物語』について手紙で質問するなどして学び、有力門人の一人となった。歌文の学に長じ、中古ぶりの文章に優れていた。国学を普及するため、師没後は鈴屋(すずのや)学派の中心的存在となり、時折上京して、城戸千楯が開いた京都の鐸舎（ぬでのや）や、大坂の小柴屋で教授するなど、関西鈴門の中心的存在として活躍した。200～300に及ぶ門人がいたという。門弟に東条義門 、業合大枝、正宗直胤がいる。備中松山藩士の平田篤穏の養嗣子となった平田篤胤とも親交があった。享年77歳。墓所は岡山市北区の千日墓地。
大正4年（1915年）、正五位を追贈された。

## 著書
著書は多く、刊行されたものは15部35巻に及ぶ。著書『三(みつ)のしるべ』（1826年刊）は古道論を説く上巻「道のしるべ」と、中巻「歌のしるべ」、下巻「ふみのしるべ」からなる。歌論では宣長の「物のあはれ」説を継承し、小沢蘆庵の「ただこと」論を非難する。ほかに注釈『伊勢物語新釈』（1813年）、『大祓詞後々釈』 (1802年) 、神道・国史・国文に関する考証等を記した随筆『松の落葉』（1830年頃）、『松屋文集』、『松屋自選歌集』、『神の御蔭の日記』、『消息文例』、源氏物語の注釈『日本紀の御局考』、『おくれし雁』など。